# Mirna Deak
Mirna Deak (Brežice, 2 marzo 1974) è un'ex cestista croata.

## Carriera
Con la Croazia ha disputato i Campionati europei del 1999.